# Хэмилтон, Линда (футболистка)
Линда Энн Хэмилтон (англ.  
Linda Ann Hamilton; род. 4 июня 1969, Атланта) — американская футболистка и футбольный тренер, выступавшая на позиции защитника. Чемпионка мира (1991) в составе национальной сборной.

## Карьера

### Клубная карьера
В футболе дебютировала в 1987 году в женской студенческой команде «НС Стейт Вулфпэк», в составе которой выступала на протяжении двух лет. В 1990 году на протяжении непродолжительного времени выступала за университетскую команду «Норт Каролайна Тар Хилз», после чего завершила клубную карьеру.

### Карьера в сборной
В 1987 году дебютировала в официальных матчах в составе женской национальной сборной США по футболу. В 1991 году была в составе сборной на первом чемпионате мира по футболу среди женщин и вместе с командой стала обладательницей золотой медали турнира. В 1995 году выступала за сборную на чемпионате мира в Швеции, завоевав бронзовую медаль.
Всего в составе национальной команды приняла участие в 72 матчах, отметившись одним забитым мячом.

### Тренерская карьера
В 1994 году Хэмилтон стала тренировать студенческую команду «Олд Доминион Монаркс», после чего взяла перерыв в тренерской карьере. В 2007 году она вернулась в футбол и стала главным тренером команды «Норт Флорида Оспрейс», а в 2015 году стала тренировать клуб «Саутвестерн Пайретс».